# Комишинка (Сімферопольський район)
Комиши́нка (до 1948 року — Молла-Елі, крим. Molla Eli) — село Сімферопольського району Автономної Республіки Крим.

## Населення
Згідно з переписом УРСР 1989 року чисельність наявного населення села становила 175 осіб, з яких 77 чоловіків та 98 жінок.
За переписом населення України 2001 року в селі мешкали 163 особи.

### Мова
Розподіл населення за рідною мовою за даними перепису 2001 року:
| Мова              | Відсоток |
| ----------------- | -------- |
| українська        | 39,88 %  |
| кримськотатарська | 33,13 %  |
| російська         | 26,99 %  |

## Галерея

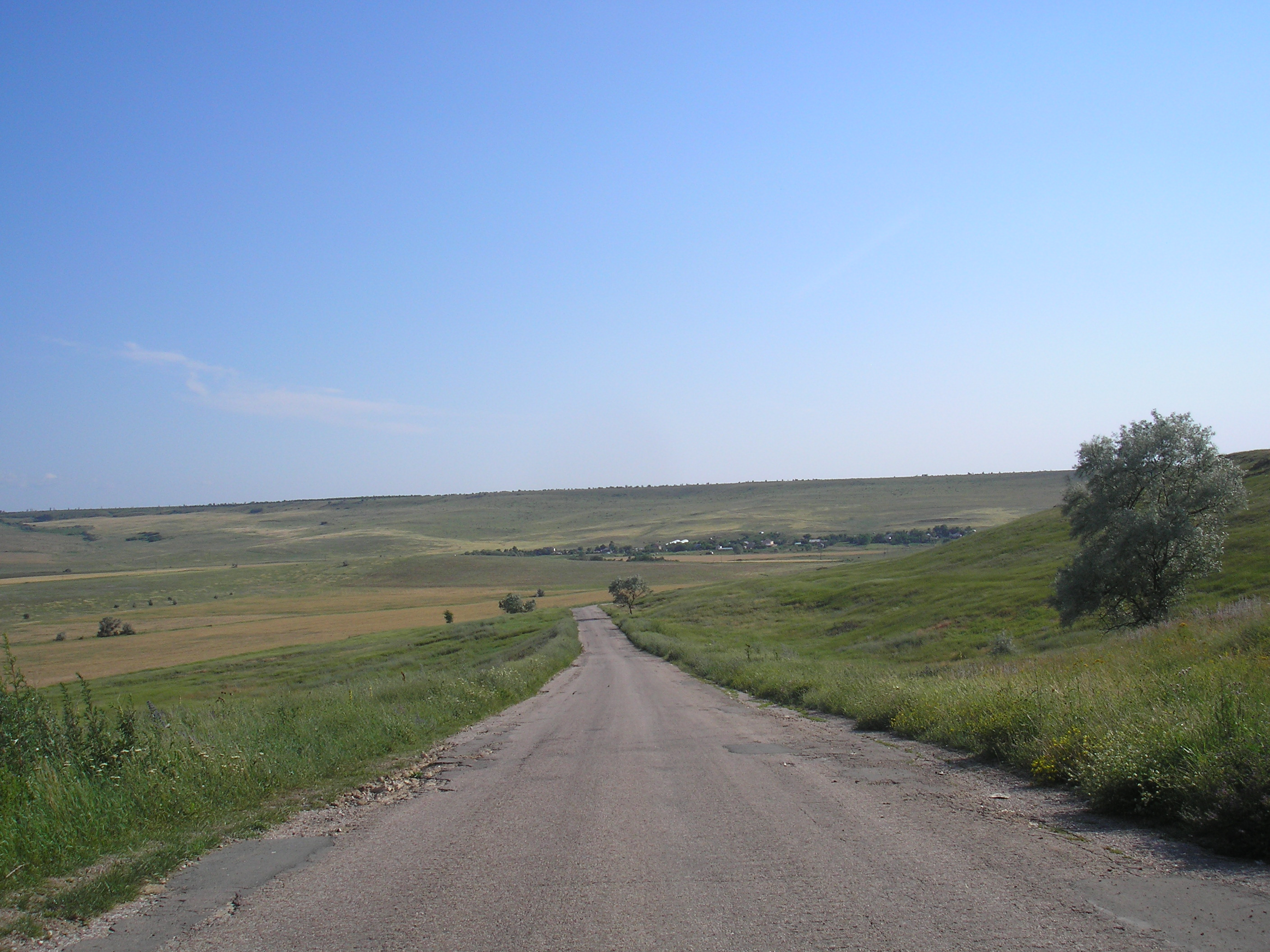
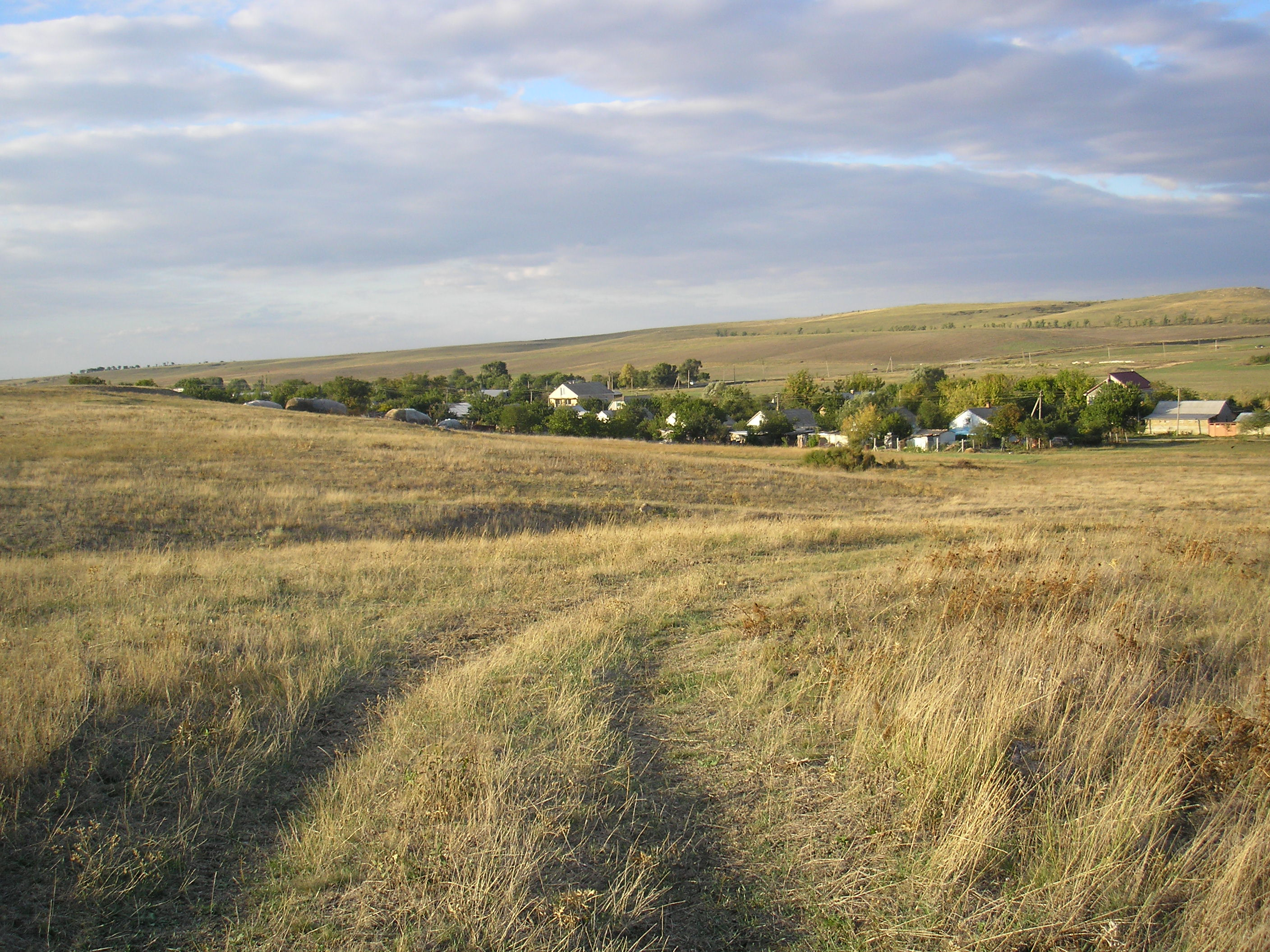
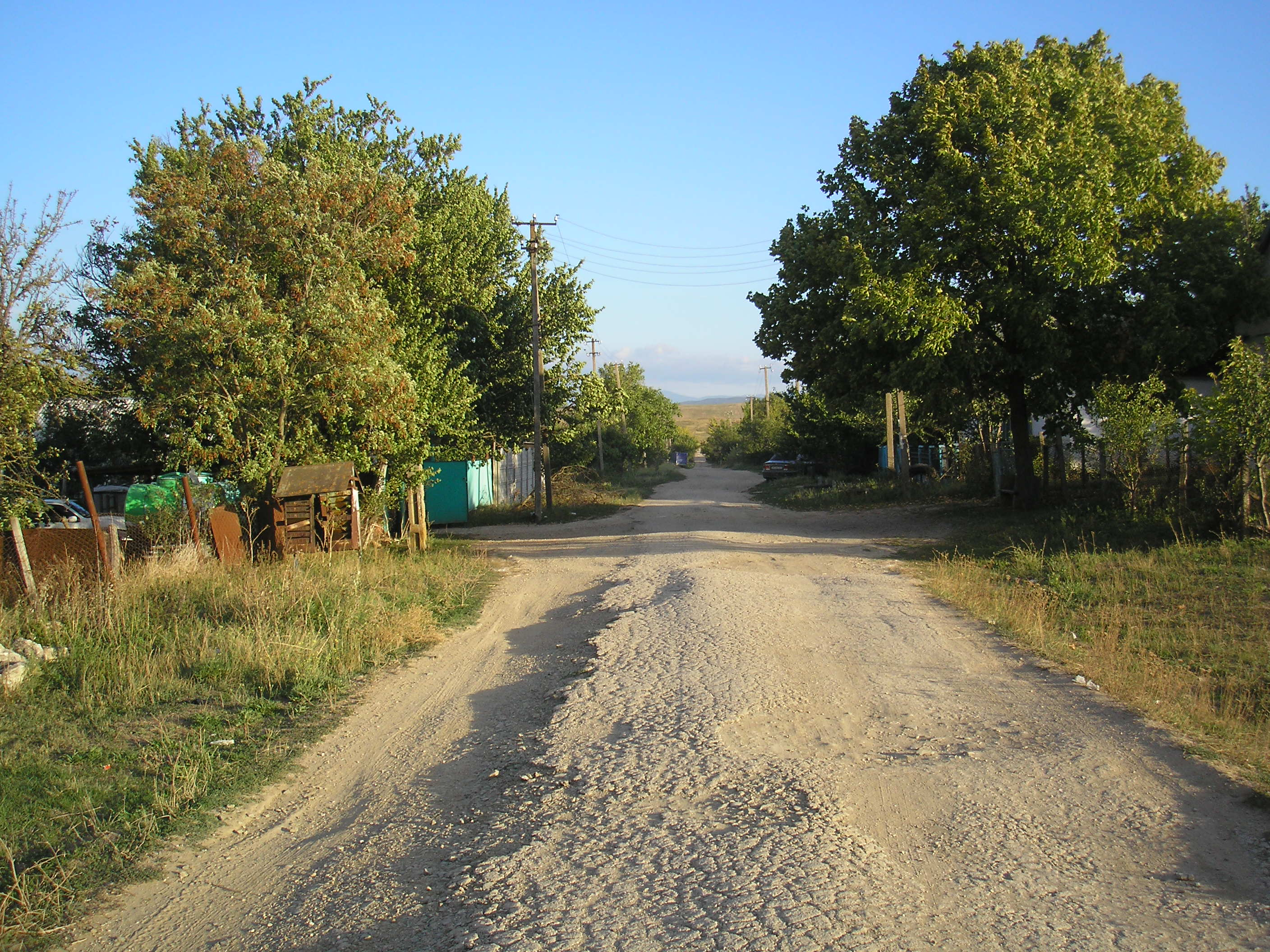
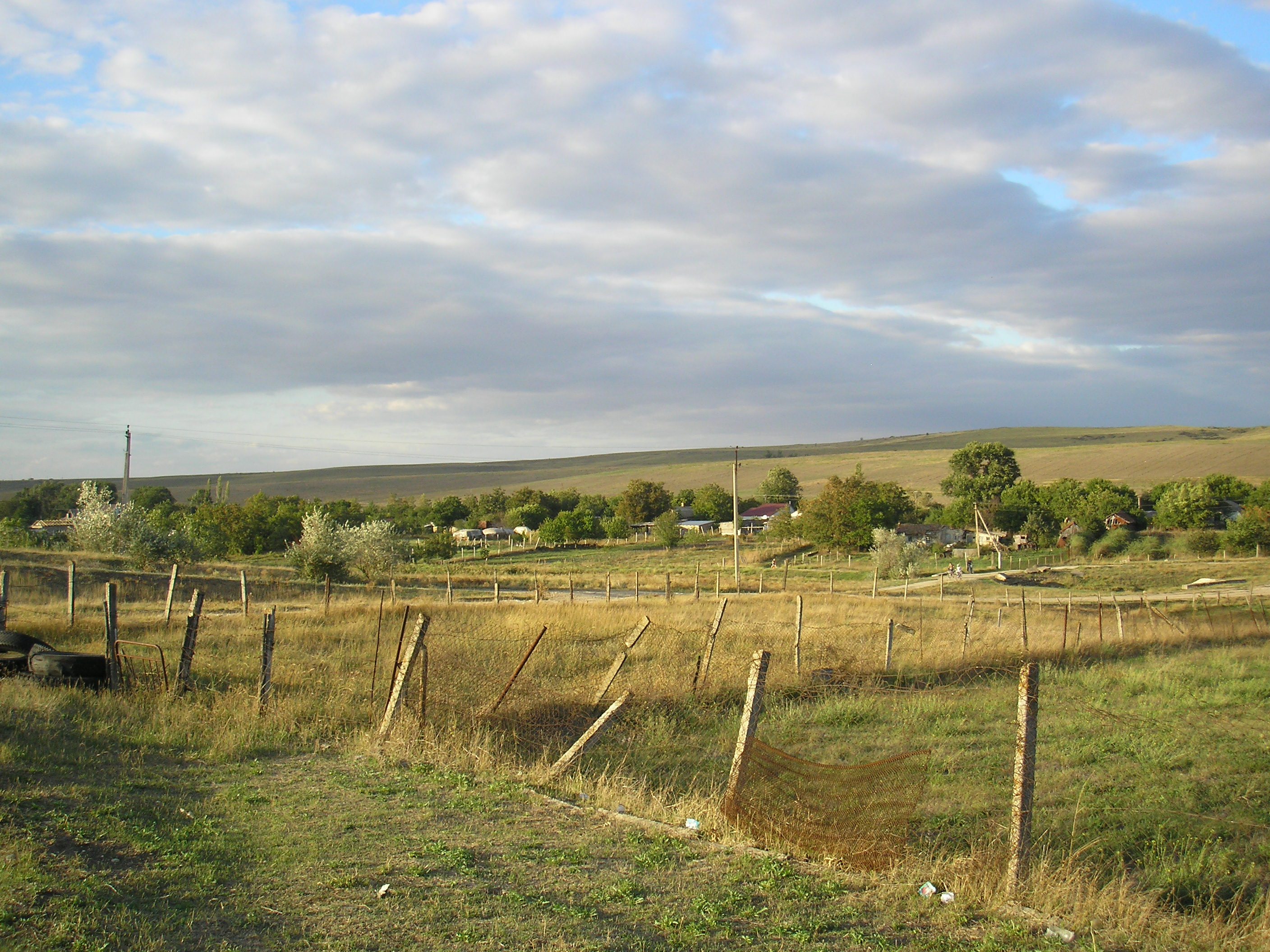